# Берёзовка (Чугуевский район)
В Хорольском районе Приморья тоже есть село Берёзовка
Берёзовка — село в Чугуевском районе Приморского края.

## География
Расположено в верховьях реки Извилинка, на западных склонах хребта Сихотэ-Алинь.
От Чугуевки к Берёзовке идут две лесовозные дороги: через Соколовку, Булыга-Фадеево и Извилинку, расстояние до райцентра около 100 км; и «восточная» дорога (сразу на Соколовку), около 60 километров.
От Берёзовки через перевал на восток идёт лесовозная дорога до Фурманово Ольгинского района.

## Население
| 2002 | 2006 | 2010 |
| ---- | ---- | ---- |
| 258  | ↘238 | ↘212 |

## Улицы
| - ул. Гагарина, - ул. Комарова, - ул. Октябрьская, | - ул. Рокоссовского, - ул. Таёжная, - ул. Фадеева. |

## Экономика
- Предприятия по заготовке леса.
- Жители занимаются охотой и сельским хозяйством.